# Аннино (Грязинский район)
А́ннино — село Петровского сельсовета Грязинского района Липецкой области. Расположено вдоль левого берега реки Матыры.

## История
Аннино возникло в XVIII веке. В документах 1782 года отмечается как крепостное сельцо Аннино, владение Д. А. Янкова. Сегодня здесь сохраняется старинный парк (дендрологический памятник природы). Название получило по имени одного из членов семьи владельца.
В начале 1820-х годов в Аннино жил поэт и переводчик Б. К. Бланк.
По сведениям 1862 года сельцо Аннино относилось ко 2-му стану Липецкого уезда Тамбовской губернии. В нём проживал 221 человек (108 мужчин, 113 женщин) в 27 дворах.
По данным начала 1883 года сельцо входило в состав Грязинской волости Липецкого уезда, в нём проживало 233 собственника из помещичьих крестьян (140 мужчин и 93 женщины) в 40 домохозяйствах, которым принадлежало 128 десятин удобной надельной земли и 8,2 десятины неудобной земли. 10 хозяйств были безземельными, 2 хозяйства сдавали часть надела. 18 дворов снимали 33 десятины вненадельной пашни. Из скота имелись 61 лошадь, 48 голов КРС, 264 овцы и 14 свиней. Имелся также 1 трактир или питейный дом. Было 6 грамотных мужчин и 5 учащихся мальчиков.
По сведениям 1888 года у сельца находилось также крупное имение дворянина Е. И. Бланк (635,27 десятин, большей частью пахотной), сдаваемое в аренду дворянам и купцам.
В 1910 году Надежда Дмитриевна Бланк открыла пункт женских рукодельных работ. В нем работало 110 девушек. Продукция сбывалась как по России, так и в Калифорнию (США).
В 1911 году в деревне той же волости, входившей в приход села Грязи, был 101 двор великороссов-земледельцев, проживало 842 человека (410 мужчин и 432 женщины). В 1914 году — 1082 жителя (525 мужчин, 557 женщин), которым принадлежало 500 десятин земли. Имелись земская и церковно-приходская школы, имение Александра Васильевича Бланка.
Здесь бывал Николай Загорский, женатый на Вере Васильевне Бланк, внучке Б. К. Бланк. Картины Н. Загорского хранились в картинной галерее. В усадьбе была ценнейшая коллекция гобеленов, уникальные изделия прикладного творчества. Коллекция была национализирована и гобелены поступили в Липецкий и Тамбовский музеи.
По переписи 1926 года в деревнях Старое Аннино и Новое Аннино (Новое Елизаветино) той же волости в сумме было 193 двора русских и 1070 жителей (501 мужчина, 569 женщин). По спискам сельскохозяйственного налога на 1928/1929 годы в этих деревнях, относящихся к Аннинскому сельсовету Грязинского района Козловского округа ЦЧО, было 210 хозяйств и 1116 жителей. По данным 1932 года в деревнях Аннино 1-е и Аннино 2-е того же сельсовета было в сумме 1108 жителей. К началу войны Аннино вновь показано единым населённым пунктом, центром сельсовета со 179 дворами.
В апреле 1978 года в состав села Аннино была включена деревня Королёвщина.

## Население
| 2009 | 2010  | 2013  |
| ---- | ----- | ----- |
| 1247 | ↘1174 | ↗1364 |

По переписи 2002 года население села составляло 1086 человек, русские (97 %). По переписи 2010 года — 1174 человека (548 мужчин, 626 женщин). По переписи 2021 года в селе жило 1319 человек. Из 1309 указавших национальность было 1290 русских, 5 украинцев, 4 армянина и 10 представителей других национальностей.

## Инфраструктура и экономика
На начало 2022 года в селе было расположено 411 индивидуальных жилых домов общей площадью 30036,7 м². Имеются сельский дом культуры с библиотекой, магазин и 2 киоска, кладбище площадью 4 га, в 2015 году был построен фельдшерско-акушерский пункт. Из предприятий — филиал «Грязинский» ЗАО СХП «Липецкрыбхоз», КФХ «Волково». Село газифицировано, имеется водопровод из двух артезианских скважин. Есть несколько остановок автобусов, связывающих село с райцентром.